# Martti Uosikkinen

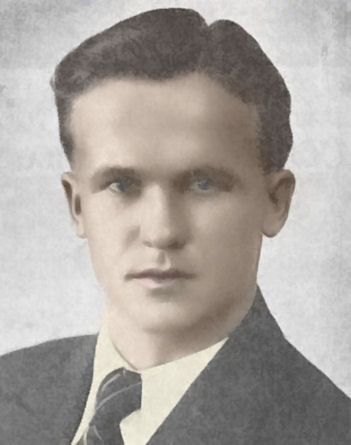
Martti Uosikkinen – finnischer Geräteturner

Martti Uosikkinen (* 20. August 1909 in Kuopio; † 9. März 1940 in Loimola, Republik Karelien, Russland) war ein finnischer Turner.
Uosikkinen nahm an drei Olympischen Sommerspielen teil und gewann sowohl 1932 als auch 1936 mit der finnischen Mannschaft die Bronzemedaille im Mannschaftsmehrkampf.
Er fiel im Winterkrieg bei der Schlacht von Kollaa.